# Broeibak

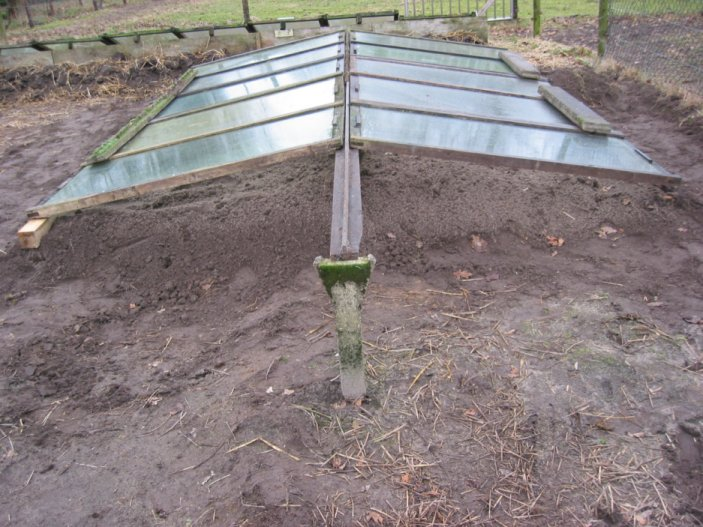
dubbele broeibak met eenruiters en op de achtergrond de achterkant van een enkele bak

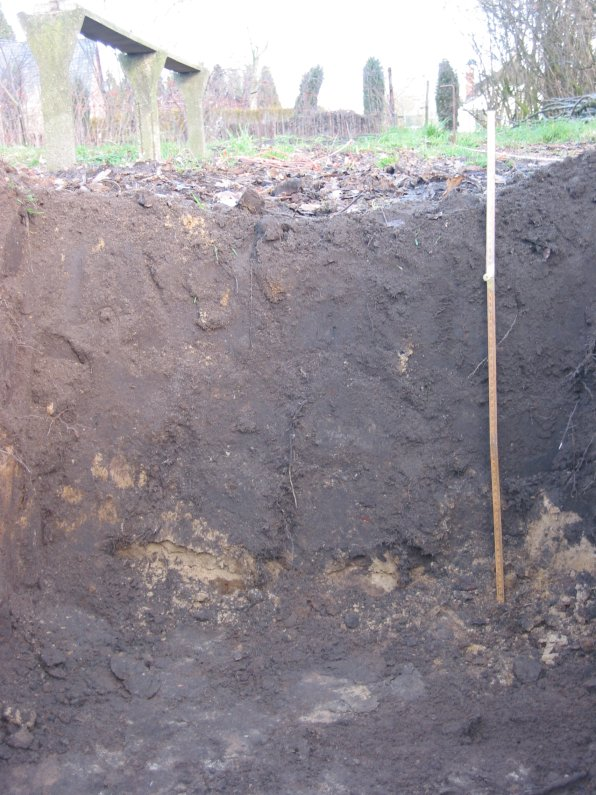
sleuf voor broeibak

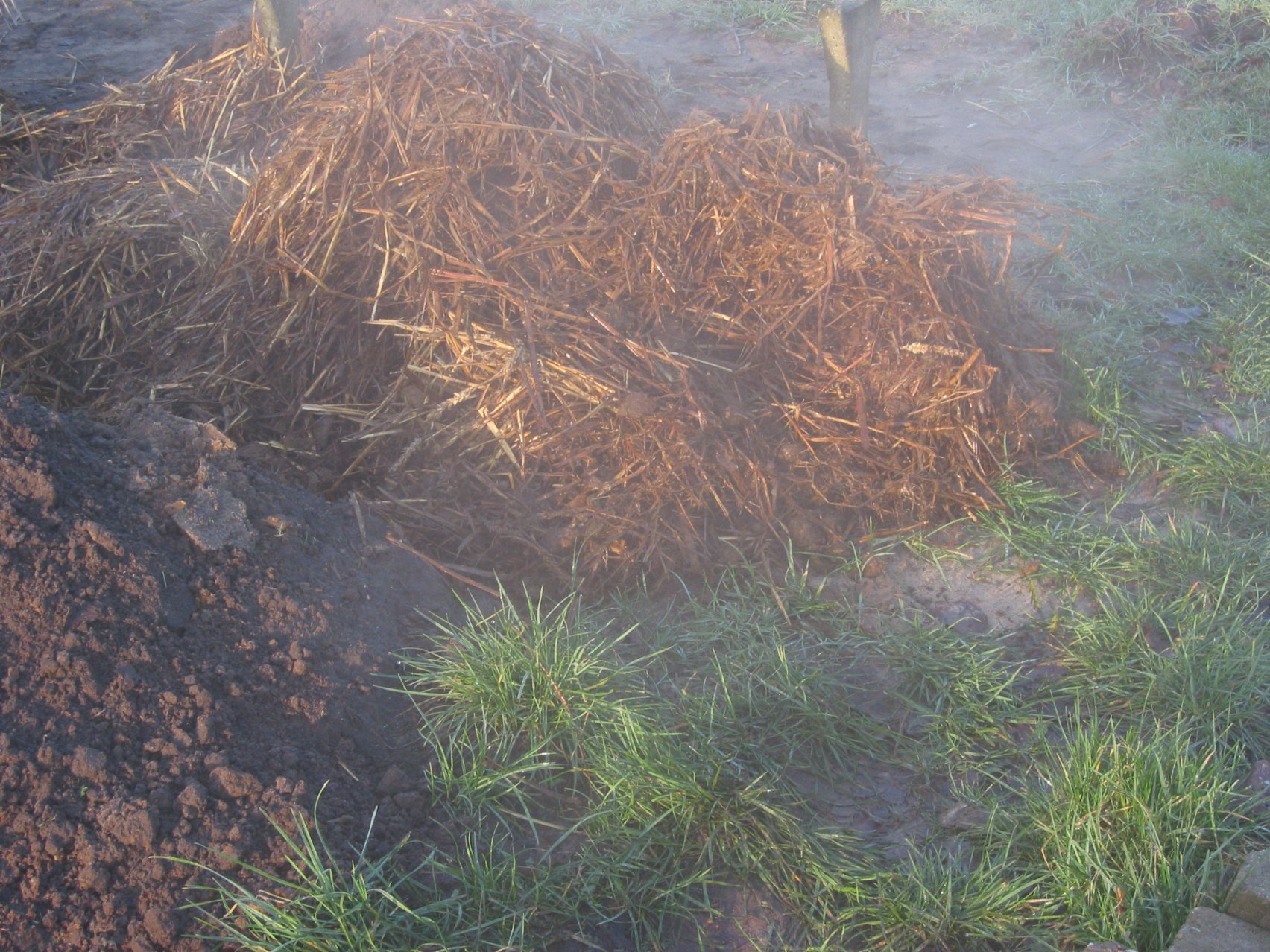
al door broei dampende paardenmest

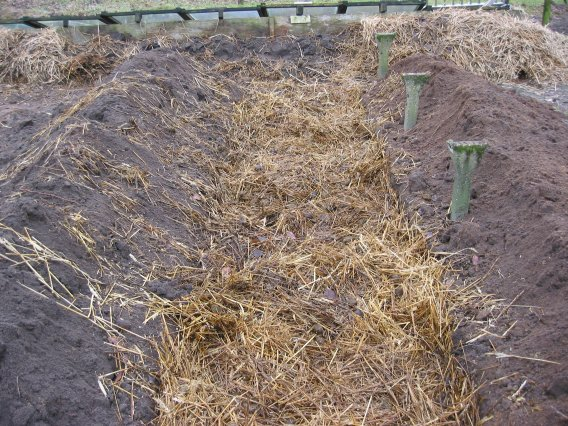
dubbele broeibak met paardenmest

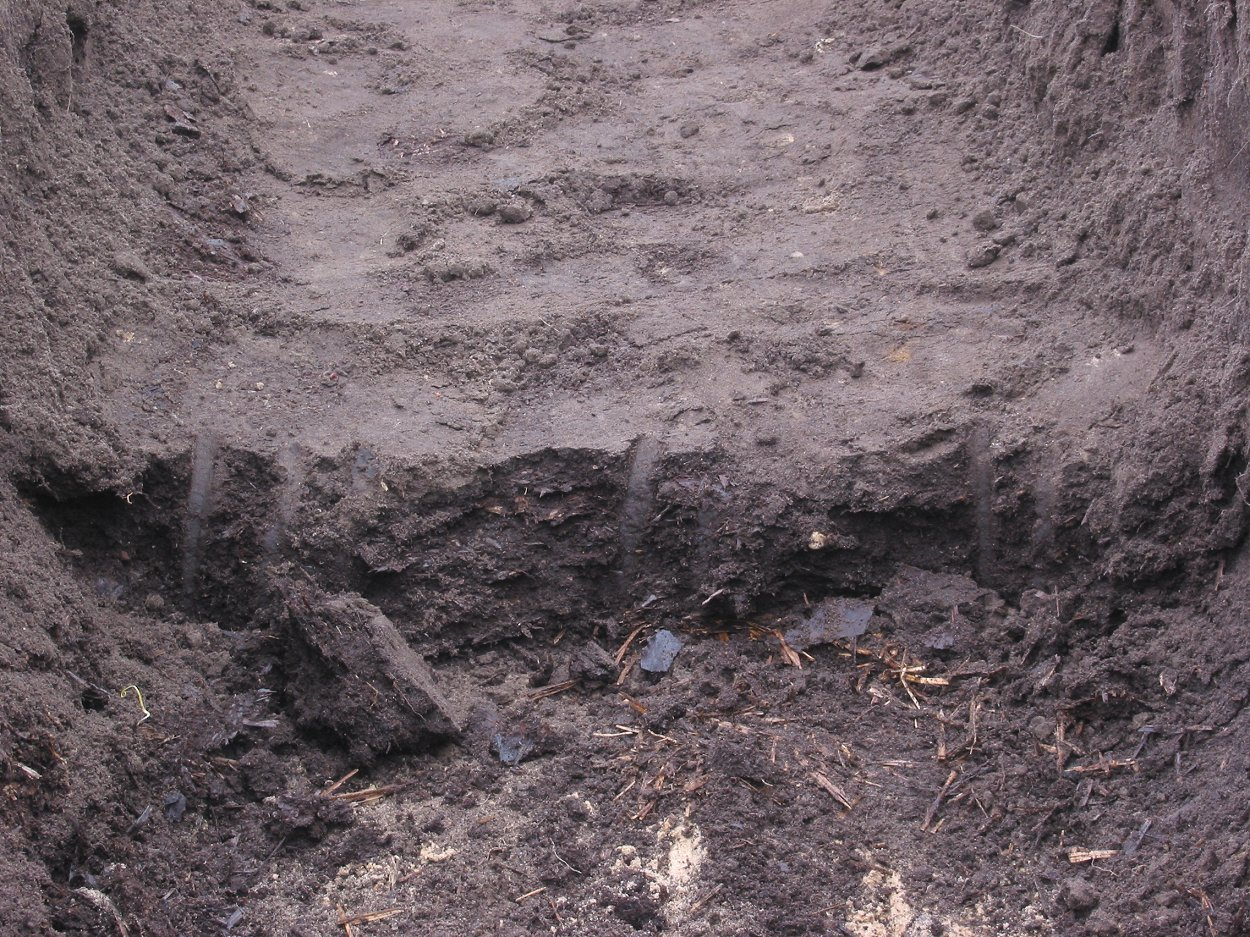
verteerde paardenmest in broeibak een jaar later

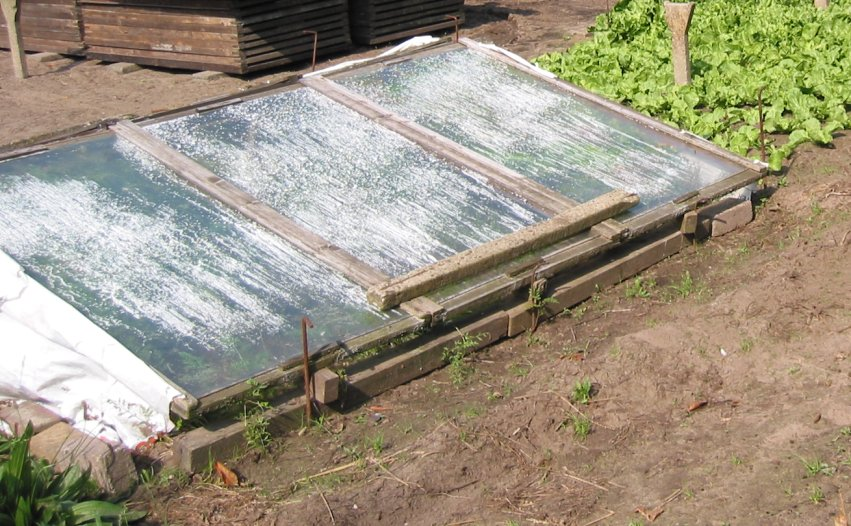
stormvaste op lucht staande gekrijtte dubbele broeibak

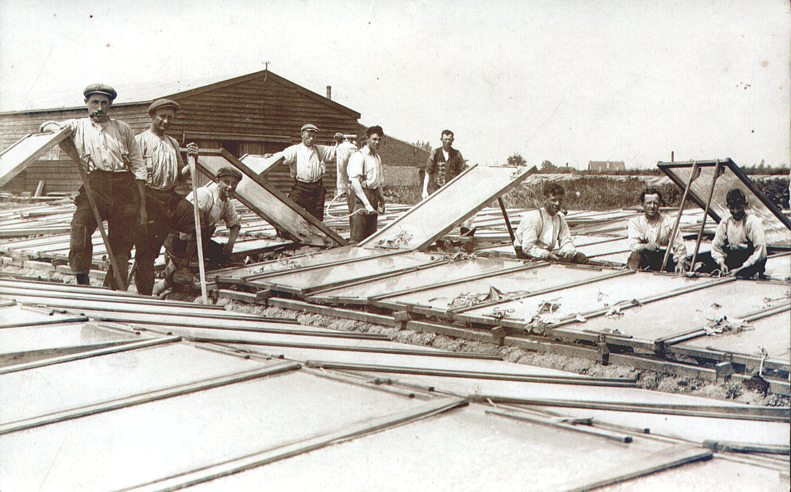
Eenruiters in 1930 te Varik

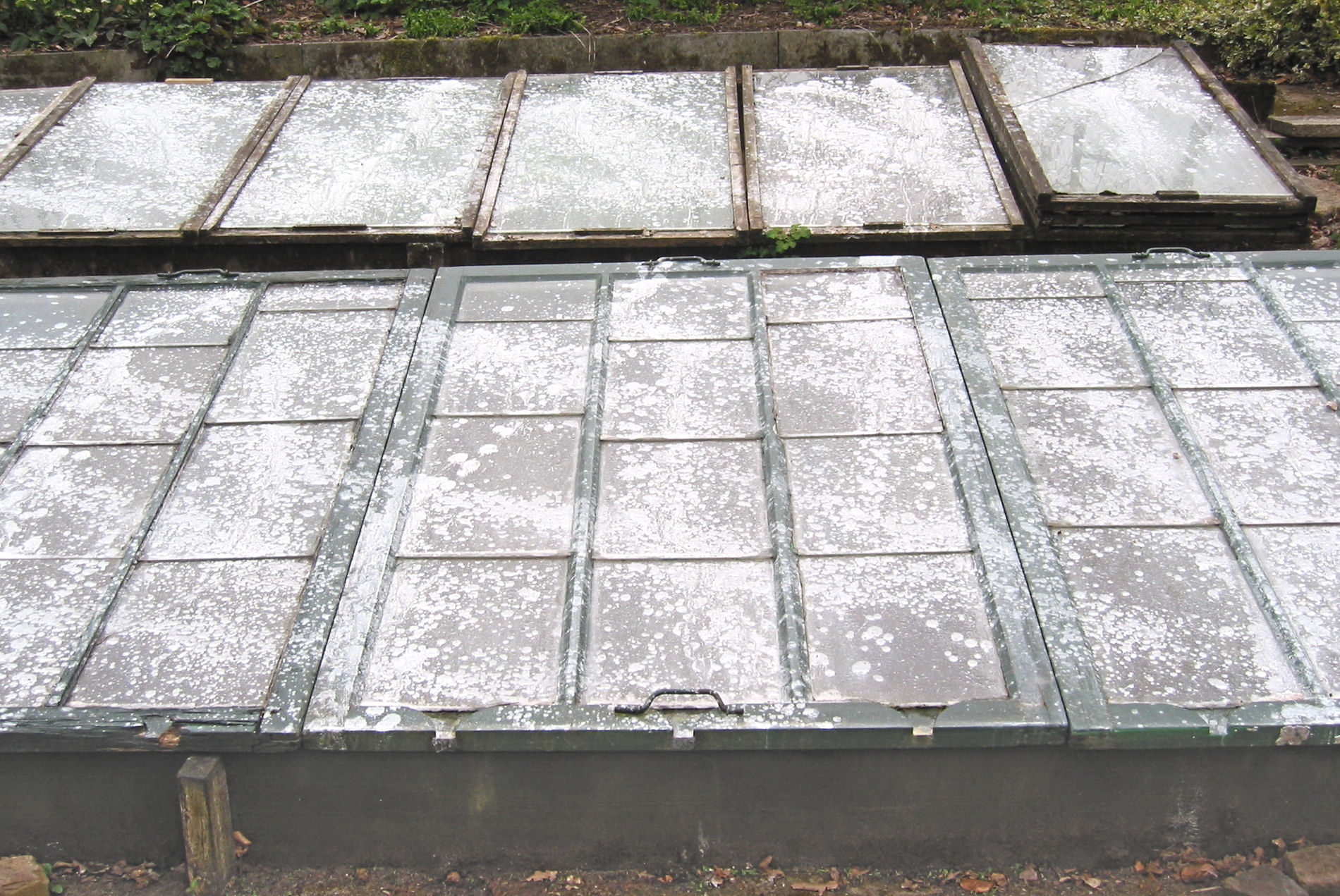
Lentse ramen op de voorgrond met daarachter eenruiters

Broeibakken onder platglas werden voor de introductie van kastuinbouw veel gebruikt voor vroege teelten van vooral groenten. In 1960 was er in Nederland nog 950 ha teelt onder platglas, maar daarna is het areaal snel kleiner geworden. In 1995 was er nog 20 ha platglas, het wordt bijna alleen nog door volkstuinders en andere hobbyisten gebruikt. 

## Bakken
Broeibak met één ruit worden wel eenruiters genoemd. Rijen met eenruiters werden ook wel platglas genoemd.
De bakken worden afgedekt met glazen ramen, zogenoemde eenruiters of Lentse ramen. Er zijn enkele en dubbele bakken. Bij de dubbele bakken liggen de ramen twee aan twee tegenover elkaar. In het midden is de bak 40-50 cm hoog. De ramen liggen bovenaan op een betonnen nok en onderaan op betonnen randen. De nok rust op betonnen palen. 
Een bak wordt gelucht door bij de dubbele bak onderaan of bij een enkele bak bovenaan een houten klosje van 11 x 7 x 4,5 cm onder de dorpel van het raam te plaatsen. Door de afmetingen van het klosje kan op drie verschillende hoogtes gelucht worden. Doordat platglas makkelijk weg waait wordt het raam goed vastgelegd door stormpennen aan de voet van het raam en betonnen regels over de ramen. Stormpennen zijn gemaakt van in een hoek gebogen glad 10 mm dik betonijzer. De pennen zijn 60 cm lang en het gebogen stuk 7 cm lang.

## Verwarming
Dubbele bakken liggen in de lengterichting van noord naar zuid, waardoor al vroeg de zon in de bak kan schijnen en de felle zon midden op de dag in de lengterichting van de bak schijnt. Tegen de felle zon worden in de zomer de ramen met een laagje kalk bedekt. Een enkele bak voor opkweek van planten in het vroege voorjaar ligt met de lage kant op het zuiden om zo veel mogelijk zonlicht op te vangen. Door de lage stand van de zon in dit jaargetijde wordt de bak niet gauw te heet. In de zomermaanden is deze ligging minder geschikt.

### Organische stof
Voor het door broei verwarmen van de bak wordt bij voorkeur verse paardenmest gebruikt, omdat deze een voor bacteriën gunstige koolstof/stikstof (C/N) verhouding heeft. Er wordt een 40 tot 80 cm diepe en minimaal 50 cm brede sleuf gegraven die gevuld wordt met verse paardenmest. Hoe dieper en breder hoe meer warmte er verkregen wordt. Over de paardenmest wordt 20 tot 25 cm grond gebracht. Door broei van de mest komt er geleidelijk warmte vrij. Er kan na enkele weken een grondtemperatuur tot ongeveer 30 °C, soms hoger, bereikt worden. In acht weken daalt dat langzaam naar ongeveer 20 °C. 
Als broeimiddel kan ook stro worden gebruikt, daar wordt dan stikstof in de vorm van bijvoorbeeld chilisalpeter, kalkstikstof of ureum en voldoende vocht aan toegevoegd. Bij stro is de temperatuur in vergelijking met paardenmest aanvankelijk laag, 15 °C, om vervolgens in acht weken te stijgen naar ongeveer 18 °C.
Vooral komkommers werden vroeger in een organische broeibak geteeld.

### Elektrisch
In plaats van organische stof kan de bak ook verwarmd worden met verwarmingskabels of met verzinkt kippengaas. Aan de beide einden van het gaas wordt een aluminium strip geklemd, waarop de elektriciteitsdraden worden aangesloten. Hierbij is een veiligheidstransformator nodig die maximaal 50 volt afgeeft. De stroomsterkte wordt dan 100 tot 200 ampère. Verwarming met kippengaas geeft een gelijkmatige warmte en een goede warmteverdeling.

## Eenruiter
Een eenruiter is 150 cm lang en 80 cm breed. De houtenlijst is 45 (40) x 45 mm en de dorpel 55 x 30 mm dik. In de lijst is een 10 mm diepe en 6 mm brede groef gefreesd. In de lijst zit een glasplaat van 140x73 cm. Door gebruik te maken van een glasplaat uit één stuk komt er meer licht in de bak maar is de breukgevoeligheid groter dan bij een Lents raam, dat uit een aantal kleinere ruitjes bestaat. Vroeger werden breuken gerepareerd door repen textiel over de breuk te leggen en deze met verf te doordrenken. Later kwam transparante siliconenkit voor glas in gebruik.
Op de onder- en bovendorpel is een latje geplaatst, waardoor de glasplaat niet uit de sponning kan schuiven. Een eenruiter is door één man op te tillen en te verplaatsen.

## Lents raam
Een Lents raam is 170 cm lang en 113,5 cm breed en bestaat uit twaalf kleine ruitjes, waardoor er minder breuk optreedt. De ruitjes zijn 43 cm lang en 32,5 cm breed, behalve de onderste rij ruitjes die 30 cm lang zijn. De houten lijst is aan de onderzijde 7 cm breed en aan de bovenzijde in verband met de sponning voor de ruitjes 6 cm breed. Verder is de lijst 3,7 cm dik en is de sponning 1 cm diep. Aan de onderkant zitten drie afwateringsgootjes en aan de boven- en onderkant een handvat. Door de grotere afmetingen dan die van een eenruiter zijn twee man nodig voor het verplaatsen van het raam.
Lentse ramen zijn voor de opkweek van plantmateriaal nog in gebruik bij het Nederlands Openluchtmuseum.

## Areaalontwikkeling platglas
Tijdens de Tweede Wereldoorlog is het areaal in Nederland teruggelopen om daarna aanvankelijk weer uit te breiden tot de vooroorlogse omvang.
| Jaar | Hectare |
| ---- | ------- |
| 1940 | 925     |
| 1946 | 787     |
| 1950 | 960     |
| 1952 | 1021    |
| 1955 | 895     |
| 1960 | 950     |
| 1965 | 375     |
| 1967 | 285     |
| 1975 | 165     |
| 1980 | 100     |
| 1985 | 80      |
| 1990 | 50      |
| 1995 | 20      |